# Spannungszwischenkreisumrichter
Der Spannungszwischenkreisumrichter, in Kurzform auch U-Umrichter genannt, (englisch: Voltage Source Inverter, kurz VSI) ist eine Technologie für Umrichter in der elektrischen Antriebstechnik, bei der die Energie über ein Spannungsreservoir (Zwischenkreiskondensator) gespeichert wird. 
Der Spannungszwischenkreisumrichter ist die häufigste Bauart für Umrichter. Eine alternative Technik stellt der Stromzwischenkreisumrichter dar.